# ثنية علوية
الثنية العلوية أو القاطع المركزي العلوي أو القاطعة المركزية العلوية (بالإنجليزية: maxillary central incisor)‏ هو السن الموجود في الفك العلوي من الأمام، وعادة ما تكون أكثر الأسنان وضوحًا من بين جميع الأسنان في الفم. وهو يقع في الجانب الإنسي (أقرب إلى خط الوسط من الوجه) إلى القاطع الجانبي العلوي. كما هو الحال مع جميع القواطع، وظيفتها هي تقطيع الطعام أثناء عملية مضغ الطعام. عادة ما تكون هناك حدبة واحدة على كل قاطع تسمى بالحافة القاطعة. تكون هذه الأسنان يبدأ في عمر 14 أسبوعًا في الرحم بالنسبة للقواطع المركزية اللبنية، وفي عمر 3-4 أشهر بالنسبة للقواطع المركزية الدائمة.
توجد بعض الاختلافات البسيطة بين القاطع المركزي العلوي اللبني، والقاطع المركزي العلوي الدائم. تظهر القواطع المركزية العلوية اللبنية في الفم في عمر 8-12 شهر، وتتبدل في عمر 6-7 سنوات، وتظهر القواطع المركزية العلوية الدائمة في عمر 7-8 سنوات. الأسنان الدائمة أكبر وطولها أكبر من عرضها. القواطع المركزية العلوية تلامس بعضها في خط منتصف الوجه. القواطع المركزية السفلية هي النوع الآخر فقط من الأسنان التي تتلامس في خط منتصف الوجه. موقع هذه الأسنان يحدد وجود عضة مفتوحة أو وجود فرق. كما في كل الأسنان توجد اختلافات في الحجم، الشكل واللون من شخص لآخر . الأمراض العامة مثل مرض الزهري قد يؤثر على مظهر الأسنان.

## الرموز
لدى طب الأسنان العديد من أنظمة التدوين لترميز الأسنان. في نظام الترقيم العالمي، تحدد القواطع المركزية العلوية اللبنية بأحرف كبيرة. يعرف القاطع المركزي العلوي الدائم الأيمن بـ"E" والأيسر بـ "F". تحدد القواطع المركزية العلوية الدائمة بأرقام. يعرف القاطع المركزي العلوي الدائم الأيمن بـ"8" والأيسر بـ"9".
في ترقيم بالمر، يتم استخدام حروف مقترنة برمز يوضح في أي ربع يوجد السن. بالنسبة للأسنان اللبنية، القاطع المركزي العلوي الأيمن والأيسر سيكون لهما نفس الحرف "A"، ولكن القاطع الأيمن سيكون له الرمز "┘" تحت الحرف، بينما يكون لليسار الرمز "└". بالنسبة للأسنان الدائمة، فإن القاطع المركزي العلوي الأيمن والأيسر سيكون لهما نفس الرقم "1"، ولكن سيكون للسن الأيمن الرمز "┘" تحت الرقم، في حين أن الأيسر سوف يكون تحته الرمز "└".
لدىترقيم الاتحاد الدولي لطب الأسنان نظام مختلف للترميز عن النظامين السابقين. وبذلك فإن القاطع المركزي العلوي الأيمن اللبني يعرف كـ"51"، ويعرف الأيسر كـ "61". بالنسبة للقاطع المركزي العلوي الدائم، يعرف الأيمن كـ"11" والأيسر كـ"21".

## التطور
إجمالي الخلايا التي تشكل الأسنان في نهاية المطاف هي منقسمة منالأديم الظاهر من القوس الغلصمي الأول واللحمة المتوسطة الظاهرة من العرف العصبي. كما هو الحال في تطور الأسنان، أول نسيج صلب هو العاج، وتظهر المينا على الفور بعد ذلك.
يبدأ القاطع المركزي العلوي اللبني في التكلس في الإسبوع الـ14 في الرحم وعند الولادة يكون قد تكون حوالي 5/6 من مينا الأسنان. ينتهي تكون تاج السن في عمر الشهر والنصف بعد الولادة، وتبدأ في الظهور في الفم في عمر العشر شهور، وبذلك تكون ثاني نوع من الأسنان يظهر في الفم بعد القواطع المركزية السفلية. يكتمل تكون الجذور عندما يكون عمر الطفل السنة والنصف.
يبدأ القاطع المركزي العلوي الدائم في التكلس عندما يبلغ الطفل عمر 3-4 أشهر. يتم الانتهاء من تكون تاج الأسنان في عمر 4-5 سنوات وتظهر في الفم في عمر 7-8 سنوات. يكتمل تكون الجذر عندما يبلغ الطفل العاشرة من العمر.

## الأسنان اللبنية
متوسط طول القاطع المركزي العلوي اللبني 16مم، حيث يبلغ طول التاج 6مم وطول الجذر 10مم. بالمقارنة مع القاطع المركزي العلوي الدائم، النسبة بين طول الجذر إلى طول التاج أكبر في الأسنان اللبنية. قطر التاج بالاتجاه الإنسي الوحشي، أكبر منه في الاتجاه اللثوي القاطعي، فتظهر السن عريضة وقصيرة.
الحيود الحفافية والحزام السني يكونا قد تشكلا جيدًأ . يكون للحزام السني طول كبير في الاتجاه القاطعي، وحجمه كبير بحيث يشكل تجويف صغير على جانبيه.يصور الملتقى الملاطي المينائي الخط العنقي، والذي يحد بين جذر وتاج السن. في السطح الإنسي والسطح الوحشي ينحني الخط العنقي بالاتجاه القاطعي، والذي نراه بنفس الصورة في القاطع المركزي العلوي الدائم.[بحاجة لمصدر]
جذر هذه السن مخروطي الشكل وله قمة مستديرة. معظم الأسطح تكون ملساء، ولكن السطح الإنسي للجذر قد يحتوي على تلم نمائي أو تقعر.[بحاجة لمصدر]

## الأسنان الدائمة
القاطع المركزي العلوي الدائم هو أعرض الأسنان في الاتجاه الإنسي الوحشي بالمقارنة مع أي أسنان أمامية أخرى. تكون أكبر من القاطع الجانبي العلوي والمجاور له وهو في العادة أقل تحدبًا منه على السطح الشفوي. بالتالي يظهر القاطع المركزي العلوي بشكل أقرب للمربع أو المستطيل. الزاوية القاطعية الإنسية أكثر حدة من الزاوية القاطعية الوحشية. عندما تبزغ هذه السن في الفم، يكون للحافة القاطعة ثلاث نتوء دائرية يطلق عليها الحلمات القاطعة (mammelons). تختفي الحلمات القاطعة مع الوقت حيث تتآكل طبقة المينا بالاحتكاك.
بشكل عام تختلف شكل هذه السن باختلاف الجنس. عند الذكور، حجم القاطع المركزي العلوي أكبر في العادة منه عند الإناث. يختلف طول الأسنان باختلاف العمر ويعود ذلك للتآكل الذي يحدث على مدى العمر . بذلك يكون للأشخاص الأصغر عمرًا طول أكبر للأسنان بالاتجاه اللثوي القاطعي من الأشخاص الأكبر عمرًا.[بحاجة لمصدر]

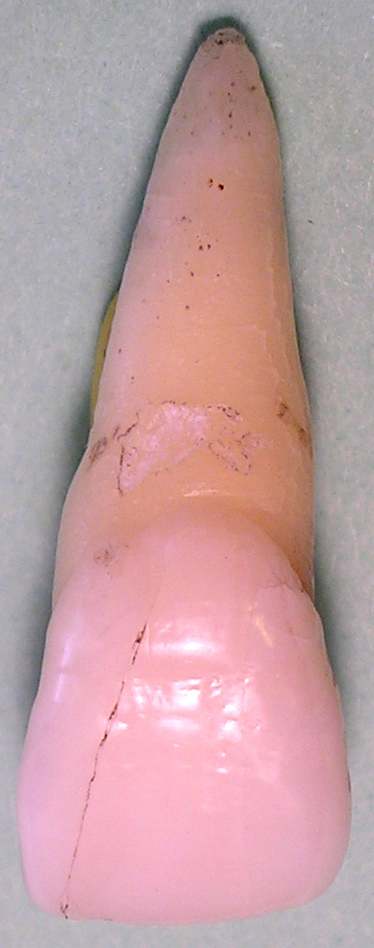
المنظر الشفوي.

### المنظر من الجهة الشفوية
المنظر الشفوي (Labial view) لهذه السن يعتبر الجزء المرئي من الجهة التي توجد بها الشفاه. من الجهة الإنسية يكون للسن خط مستقيم أو قليل التحدب، بينما من الجهة الوحشية تكون بخط مقعر. وهكذا ارتفاع الانحناء ( أبعد نقطة عن المحور المركزي للسن) هو أقرب للزاوية الإنسية القاطعية على الجانب الإنسي بينما أقرب للقمة على الجانب الوحشي. الخط الذي يرسم التاج من الجانب الوحشي محدب أكثر من خط الجانب الإنسي، الزاوية الوحشية القاطعية ليست حادة مثل الزاوية الإنسية القاطعية. بعد أن تتآكل الحلمات القاطعة (mammelons)، تصبح الحافة القاطعة للقاطع المركزي العلوي مستقيمة. ينحني وسط الحافة القاطعة قليلًا للأسفل. الخط العنقي (cervical line)، والذي يرى كحد فاصل بين تاج السن وجذره، يكون أقرب إلى قمة الجذر في القاطع المركزي العلوي . بالتالي يجعل هذا الخط العنقي أشبه بالدائرة في شكله.[بحاجة لمصدر]
يظهر الجذر من هذه الجهة مخروطي الشكل. بالرغم من وجود اختلافات كثيرة بين الناس، يكون طول الجذر في العادة أطول من التاج بحوالي 2-3مم . لا توجد في العادة انحنائات كبيرة في جذر هذه السن.[بحاجة لمصدر]

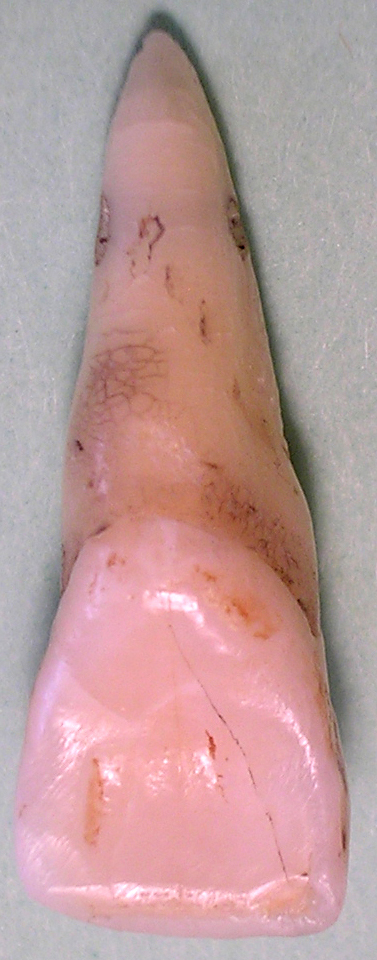
المنظر الحنكي.

### المنظر من الجهة الحنكية
مظهر هذه السن من الجهة الحنكية (Palatal view) هو جزء السن الظاهر من جهة وحود اللسان .لدى الجانب الحنكي من القاطع المركزي العلوي تحدب صغير، يسمى الحزام السني (cingulum) بالقرب من الخط العنقي، ويوجد تقعر كبير يسمى بالحفرة اللسانية (lingual fossa). يوجد على الجانبين الانسي والوحشي جزئين مرتفعين يطلق عليهما الحيود الحفافية. الحافة القاطعية اللسانية هي أيضًا مرتفعة قليلًا إلى مستوى الحيود الحفافية. الحفرة اللسانية محدودة من الجهة القاطعية بالحافة القاطعية اللسانية، ومن الجهة الإنسية بالحيد الحفافي الإنسي، ومن الجهة الوحشية بالحيد الحفافي الوحشي. توجد أخاديد نمائية على الحزام السني وممتدة إلى الحفرة اللسانية .
في هذا الجانب من السن تصبح مستدقة الرأس من الجانب الشفوي من السن. نتيجة لذلك، البعد بين الجانبين الإنسي والوحشي من السن على الجانب الشفوي أكبر من البعد بينهما على الجانب اللساني . علاوة على ذلك، فإن قطاع عرضي للسن عند الخط العنقي يكون على هيئة مثلث. أحد جوانب المثلث يكون السطح الوجهي، أما الجانبين الآخرين فأحدهما الجانب الإنسي والجانب الوحشي والذي يكون أقصر قليلًا.[بحاجة لمصدر]

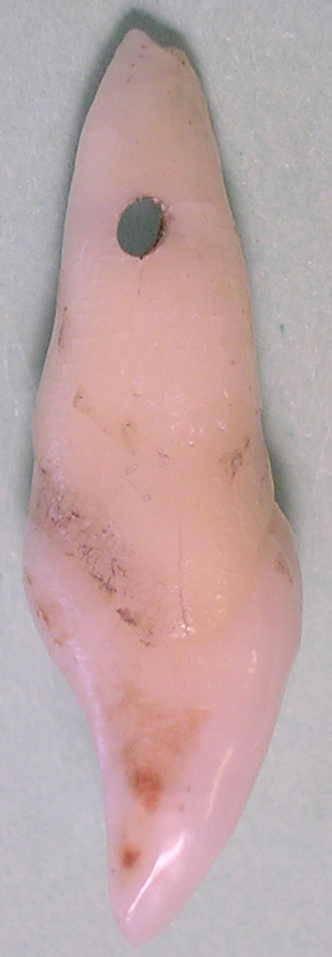
المنظر الإنسي.

### المنظر من الجانب الإنسي
المنظر من الجهة الإنسية (Mesial view) هو الجزء الظاهر من السن من الجانب الأقرب للخط الوسطي للوجه. الجانب الإنسي من القاطع المركزي العلوي يظهر تاج السن كمثلث رأسه الحافة القاطعة وقاعدته عنق السن. يظهر الجذر مخروطي الشكل وذا قمة غير حادة. على عكس أغلب الأسنان الأخرى، حين يرسم خط يمر خلال منتصف الحافة القاطعة سيمر أيضًا خلال منتصف قمة الجذر. يحدث هذا أيضًا في القاطع الجانبي العلوي.
تقع قمة انحناء الأسطح الحنكية والشفوية في اتجاه قاطعي للخط العنقي. السطح الشفوي لتاج السن هو محدب من عند قمة انحناء إلى الحافة القاطعة. السطح اللساني لتاج السن محدب فقط بالقرب من الحزام السني وبالقرب من الحافة القاطعة، أما أغلبه فيكون مقعر على طول السطح بين هذين المنطقتين.
الخط العنقي من هذه الجهة ينحني الخط العنقي بدرجة كبيرة باتجاه الحافة القاطعة. في التاج الذي يبلغ طوله 10.5 إلى 11مم يصل انحناء الخط العنقي من 3 ألى 4مم.

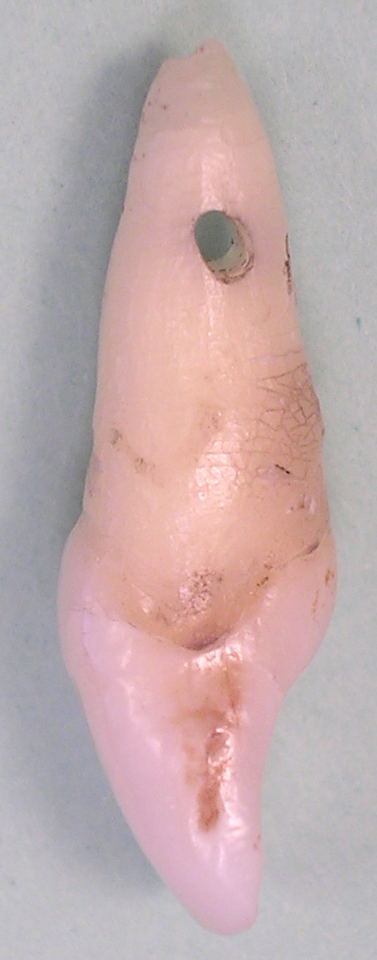
المنظر الوحشي.

### المنظرمن الجانب الوحشي
عرض هذه السن من الجانب الوحشي هو الجزء الذي يظهر من هذه السن عند النظر إليها من الجزء البعيد عن خط المنتصف. هذا الجانب من السن مناسب جدًا للجانب الإنسي. جزء أكبر من سطح السن المواجه للشفاه يظهر من هذا الاتجاه أكثر من الجانب الإنسي لأن السطح الشفوي ينحني وحشيًا ولسانيًا. أيضًا انحناء الخط العنقي أقل بالمقارنة معه في الجانب الإنسي .

### المنظر من الجانب القاطعي
المنظر القاطعي لهذه السن هو الجزء المرئي من الاتجاه الذي تقع به الحافة القاطعة. من هذه الزاوية يمكن رؤية تاج السن فقط. يظهر السطح الشفوي عريض ومسطح. يقل حجم السطح اللساني تدريجيًا باتجاه الحزام السني. المسافة بين الزاوية القاطعة الإنسية والحزام السني أطول قليلًا من المسافة بين الزاوية القاطعة الوحشية إلى الحزام السني.

### تشريح اللب
اللب هو مكان الإمدادات الدموية والعصبية للسن. في القاطع المركزي اللبني العلوي، علاج لب السن أمر غير شائع. في القاطع المركزي العلوي الدائم، علاج القناة الجذرية يكون فعالًا. عادة ما توجد ثلاث قرون لبية في هذه السن. وتقريبًا في كل القواطع المركزية العلوية توجد قناة واحدة وقمة واحدة. خلال علاج لب السن، المدخل للب يقع عادة في منتصف السطح اللساني بين الحافة القاطعة والحزام السني. يكون شكل القناة مثلثًا في مستوى الخط العنقي، ولكن يصبح دائريًا في مستوى وسط الجذر. بالرغم من أن الجذر في الغالب يكون مستقيم، فإن معظم نقاط الانحناء تكون بالقرب من القمة، واتجاه الانحناء يكون في الغالب في الاتجاه الوحشي واللساني.

## الأسنان المجاورة

### التلامس بين الأسنان المتجاورة

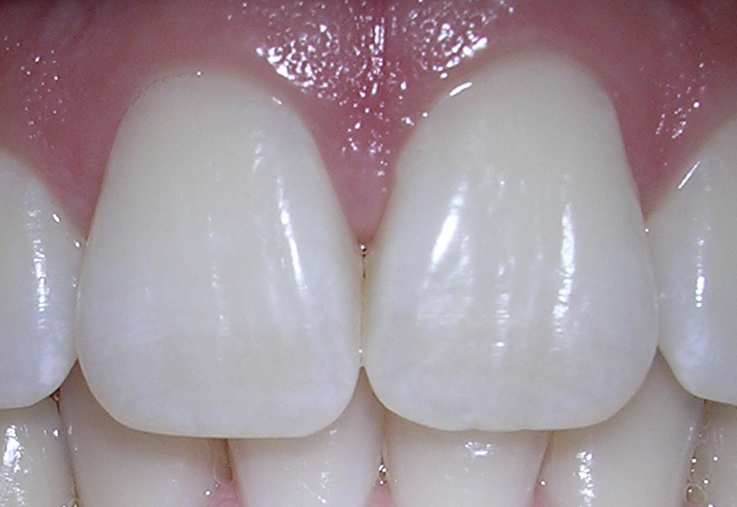

التلامس بين الأسنان المتقاربة في نفس صف الأسنان يطلق عليه التلامس الملاصق (interproximal contacts). القاطع المركزي العلوي هو أحد نوعين فقط من الأسنان التي لديها تلامس ملاصق مع نفسها. النوع الثاني هو القاطع المركزي السفلي. عادة في الحالة المفضلة والصحية يتلامس القاطعان المركزيان العلويان في الثلث القاطعي منهما. من جهة أخرى التلامس بين القاطع المركزي والقاطع الجانبي أقرب للثة في مكان بين الثلثين القاطعي والمنتصفي في تاج السن.

### الإطباق
كما في كل الأسنان الأمامية العلوية، القواطع المركزية تقع عادة في اتجاه وجهي (أمامي) بالنسبة للأسنان السفلية عندما يكون الفم مغلقًا. في الحالات التي تكون القواطع العلوية بها في اتجاه لساني للأسنان السفلية، يطلق على الحالة إطباق متصالب أمامي (anterior crossbite). في بعض الحالات قد يدل ترتيب الأسنان هذا على إزاحة الفك السفلي نسبة للفك العلوي ويطلق عليه سوء إطباق الأسنان من الصنف الثالث أو الصنف الثالث الكاذب (Class III or Pseudo-Class III malocclusion). الإطباق الطبيعي هو من الصنف الأول.
عندما تعض الأسنان على بعضها، تطبق القواطع المركزية العلوية مع القواطع المركزية والجانبية السفلية. نقطة تلامس الأسنان السفلية هي الحفرة اللسانية للقاطع المركزي العلوي حوالي 4 مم لسانيًا للحافة القاطعة. في هذه الحالة القواطع العلوية تغطي تقريبًا منتصف تيجان القواطع السفلية. عندما لا تتلامس القواطع العلوية والسفلية حتى عندما يكون الفم مغلق تمامًا، يسمى هذا بعضة مفتوحة أمامية (anterior open bite). قد تنتج هذه العضة المفتوحة الأمامية من بعض العادات مثل مص الإبهام. على الجانب الآخر عندما تلامس القواطع السفلية القواطع العلوية بالقرب من اللثة أو عندها تمامًا يطلق عليه العضة العميقة ( deep bite).[بحاجة لمصدر]

## الاختلافات

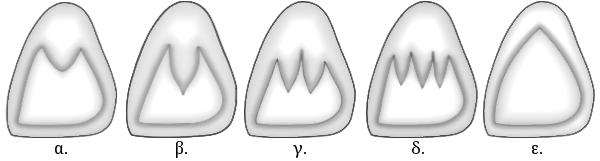
الأشكال الخمسة المختلفة للجانب اللساني من القاطع المركزي العلوي.

(Sinodonty) التنوع الجيني يحدث عند الشعوب الأصلية في الأمريكتين وبعض الآسيويين، في الغالب نمط ظاهري احتفظ به من سكان شرق آسيا الأصليين القدماء (إنسان بكين المنتصب Homo erectus pekinensis) . من ضمن صفاته القواطع الشبيهة بالمجرفة والتي اشتق اسمها من الحفرة اللسانة العميقة أكثر من الطبيعي والحواف الجانبية البارزة للسن. عندما ترى من الجانب اللساني يقال بأن السن تشبه المجرفة ومستديرة قليلًا للداخل. من الشائع أيضًا رؤية علامات الانسحال، وهو تآكل السن مع مرور الوقت نتيجة تلامسه مع سن آخر. الجانب اللساني من القاطع العلوي والجانب الوجهي من القاطع اللساني هما الأماكن الأكثر شيوعًا لحدوث الانسحال.[بحاجة لمصدر]
عند وجود مسافة بين نقاط تلامس القواطع العلوية، يطلق عليها الفلج أو الفرق (diastema) . من أسباب هذه المسافة وجود رباط شفوي (labial frenum) كبير من الشفة العلوية ممتدة بالقرب من الأسنان. يعتمد العلاج على السبب وحجم الفجوة. قد يتم الاستعانة بجراحة الأنسجة الداعمة لتقليل الرباط الشفوي. قد تعالج الفلجات الصغيرة بالحشوات أو الفينير أو التيجان. الفلجات الكبيرة قد تحتاج إلى تقويم الأسنان .
القواطع العلوية المركزية والجانبية هما أكثر الأسنان التي تظهر بها حدبة تالون (talon cusp) وهي حدبة إضافية على السطح اللساني. نسبة وجود حدبة تالون عند الناس تتراوح بين 1% إلى 6%، وفي 33% من الحالات تحدث في القواطع المركزية العلوية. لا توجد في الأسنان اللبنية حدبة تالون. أيضًا القواطع المركزية العلوية الدائمة هي أكثر الأسنان التي يحدث بها تفتت وهو انحناء حاد في السن.
كل القواطع قد تتأثر بحالات الزهري الخلقي، والذي قد يسبب حدوث ثلمة على الحافة القاطعة لهذه الأسنان. توصف هذه الأسنان بأنها تشبه مفك البراغي، ويطلق عليها بقواطع هتشنسون. وهي جزء من ثالوث هتشنسون، ويتضمن أيضًا التهاب القرنية وصمم العصب الدهليزي القوقعي.